# 2014 في البوسنة والهرسك
فيما يلي قوائم الأحداث التي وقعت خلال عام 2014 في البوسنة والهرسك.

## أحداث
- 13 مايو – فيضانات جنوب شرق أوروبا 2014
- 12 أكتوبر – الانتخابات العامة في البوسنة 2014

## سياسة

### تعيين في المنصب
- 17 نوفمبر – دراغان كوفيتش List of Croat members of the Presidency of Bosnia and Herzegovina [الإنجليزية]‏.
- 17 نوفمبر – ملادن إيفانيتش مجلس رئاسة البوسنة والهرسك.

## وفيات

### سبتمبر
- 25 سبتمبر – سليمان تيهيتش (مواليد 1951) سياسي بوسني.